# Barleria polytricha
Barleria polytricha är en akantusväxtart som beskrevs av Nathaniel Wallich. Barleria polytricha ingår i släktet Barleria och familjen akantusväxter. Inga underarter finns listade i Catalogue of Life.